# Молодой Тосканини
«Молодой Тосканини» (итал. Il giovane Toscanini) — фильм режиссёра Франко Дзеффирелли совместного производства Франции и Италии. Масштабный костюмированный фильм-биография на оперную тему, считающийся одним из кассовых провалов режиссёра.
Рассказ о жизни и творчестве великого итальянского дирижёра Артуро Тосканини, о начале его успешной карьеры в Бразилии в 1886 году. Фильм построен вокруг реального эпизода жизни Тосканини. Юношей он был принят в передвижную итальянскую оперную труппу как виолончелист и помощник хормейстера. Труппа отправлялась на зимний сезон в Бразилию. 25 июня 1886 из-за пререканий между постоянным дирижёром труппы, менеджерами и публикой Тосканини пришлось встать за дирижёрский пульт при исполнении «Аиды» Джузеппе Верди в Рио-де-Жанейро. Он продирижировал оперой наизусть. Так началась его дирижёрская карьера, которой он отдал около 70 лет.

## В ролях
- С. Томас Хауэлл — Артуро Тосканини.
- Элизабет Тейлор — мадам Надина Булычов, оперная прима (поёт Эйприл Милло).
- Софи Уорд — Сестра Маргерита, возлюбленная Тосканини.
- Пэт Хейвуд — Мать Аллегри, настоятельница и директор больницы для бедных.
- Николя Шагрен[1] — Маэстро Мигес, дирижёр бразильской оперы.
- Филипп Нуаре — Педру II (император Бразилии).
- Джон Рис-Дэвис — Клаудио Росси, антрепренёр.
- Франко Неро — Клаудио Тосканини, отец дирижёра.

## Сюжет
Действие начинается с прослушивания молодого виолончелиста в оперу «Ла Скала». Оскорблённый невниманием слушателей, Тосканини бросает замшелым музыкантам в лицо заслуженное оскорбление, чем сразу делает себе имя в мире музыки, поскольку все любят скандалы. Он принимает предложение Клаудио Росси отправиться с труппой в Бразилию. Окончательным доводом является то, что в Бразилии труппа пополнится солисткой — великой Надиной, исполнение которой «Аиды» 10 лет назад и убедило маленького Тосканини посвятить свою жизнь музыке. Тосканини садится на пароход и заслуживает уважение всех музыкантов своей энергией и профессионализмом. Также он знакомится с монахинями, которые едут на нижней палубе, — деловитой матерью Аллегри, которая собирает милостыню для бедных, и юной и красивой сестрой Маргеритой, которая происходит из богатой семьи и ушла из мира, видимо, из идейных соображений. Мать Аллегри говорит Тосканини, что его талант от Бога и его нельзя прятать.
В Бразилии выясняется, что русская певица Надина — фаворитка императора, живёт на роскошной вилле и уже 2 года не выходила на сцену. Росси посылает Тосканини к ней в качестве аккомпаниатора для репетиций, поскольку она не желает репетировать при всех. Юный Тосканини помогает Надине преодолеть страх и заново почувствовать «Аиду», повторив ей слова, что если талант от Бога — его прятать нельзя. Параллельно развивается любовно-социальная линия: Тосканини ухаживает за сестрой Маргеритой, которая работает в больнице и пытается помочь бразильским беднякам — неграм-рабам. Положение в стране действительно на грани революции. Полиция закрывает больницу, Тосканини, преисполненный идейных соображений, высказывает императору Педру (с которым познакомился на вилле Надины) своё негодование по поводу рабства в стране. Педру удаляется, а Надина упрекает своего молодого друга в «нетактичности», на что Тосканини говорит, что она сама — тоже рабыня императора.
Накануне премьеры конфликт между местным дирижёром Мигесом, оркестром и итальянской оперной труппой обостряется. Мигес гордо уезжает, и дирижировать премьерой некому. Росси по совету Надины зовет Тосканини, однако тот находится в разрушенной больнице вместе с сестрой Маргеритой. Он говорит ей, что на свете есть вещи поважнее музыки, поэтому он бросает своё ремесло. Маргерита уговаривает его всё же дирижировать, они вдвоем приезжают в театр. Там Надина гримируется под Аиду — эфиопскую (чернокожую) царевну, император заходит её проведать перед премьерой и говорит, что на гастроли её не отпустит. Надина, глядя в зеркало, с ужасом понимает, что слова Тосканини о том, что она рабыня — правда. Перед тем, как занавес поднимается, она беседует с сестрой Маргеритой и узнаёт, что корабль отплывает нынче вечером. Начинается опера, в душе Надины идет глубокая борьба. Когда на сцене появляется массовка — настоящие, незагримированные негры в цепях, она вместо того, чтобы продолжать действие, произносит речь о необходимости отмены рабства в Бразилии и о том, что она даёт своим рабам свободу. Император удаляется из своей ложи, пока он едет по городу в карете, он слышит крики «Долой». Надина исполняет «нильскую» арию и удостаивается овации.

## Производство
Этот фильм был первой полнометражной работой 56-летней Элизабет Тейлор после 8-летнего перерыва (в этот период она работала только для телевидения). После «Укрощения строптивой» это было её второе сотрудничество с Дзефирелли.
Премьера фильма состоялась на Венецианском кинофестивале 5 сентября 1988 года. Это был огромный провал — в основном из-за сценария, и международной премьеры не последовало. Также указывают, что режиссёр Франко Дзефирелли, узнав о том, что скандальный фильм «Последнее искушение Христа» попал в конкурсную программу Венецианского кинофестиваля, снял с показа «Молодого Тосканини».

## Съемочная группа
- режиссёр Франко Дзеффирелли
- сценарий Эннио Де Кончини, Уильям Стэдием, Франко Дзеффирелли
- продюсер Тарак Бен Аммар, Марк Ломбардо, Фульвио Лучизано, …
- оператор Даниэле Наннуцци
- композитор Роман Влад, Джузеппе Верди
- художник Андреа Крисанти, Том Рэнд
- монтаж Джим Кларк, Амедео Джомини, Брайан Оутс
- поют Эйприл Милло, Карло Бергонци (тенор)